# PixelOpus
PixelOpus — американская частная компания, специализирующаяся на разработке компьютерных игр. Основана в 2014 году, в городе Сан-Матео, штат Калифорния. Является дочерной компанией PlayStation Studios. По состоянию на 2019 год, компания разработала две игры, в том числе Entwined и Concrete Genie, выход которой состоялся в 2019 году.